# Copa El Salvador de fútbol playa femenino 2022
La Copa El Salvador de fútbol playa femenino 2022 fue una competición de fútbol playa organizada por el Instituto Nacional de Deportes de El Salvador (INDES) y Beach Soccer Worldwide con el apoyo de las FESFUT, en que participaron cuatro seleccionados nacionales de fútbol playa. Fue disputada del 14 al 16 de abril en Costa del Sol, El Salvador.

## Participantes
| Equipos participantes | Equipos participantes | Equipos participantes | Equipos participantes |
| --------------------- | --------------------- | --------------------- | --------------------- |
| El Salvador           | Estados Unidos        | Argentina             | Bahamas               |

## Sistema de disputa
El sistema de competencia del torneo es de todos contra todos, en el cual los equipos se enfrentan en una única oportunidad. El campeón se decide por la mayor cantidad de puntos obtenidos al finalizar las tres jornadas siguiendo las reglas que establecen las normativas para campeonatos internacionales: 3 puntos por partido ganado en tiempo regular, 2 puntos por partido ganado en prórroga, 1 punto por partido ganado en tanda de penaltis. En caso de empates en puntos se definirán las posiciones por la mayor diferencia entre goles anotados y goles recibidos de las selecciones empatadas, de persistir el empate se hará la definición por el encuentro particular entre las selecciones en disputa.

## Clasificación
| Pos. | Equipo          | Pts. | PJ | G | W+ | WP | P | GF | GC | Dif. | Clasificación |
| ---- | --------------- | ---- | -- | - | -- | -- | - | -- | -- | ---- | ------------- |
| 1    | Estados Unidos  | 9    | 3  | 3 | 0  | 0  | 0 | 12 | 5  | +7   | Campeón       |
| 2    | Argentina       | 6    | 3  | 2 | 0  | 0  | 1 | 12 | 11 | +1   |               |
| 3    | El Salvador (H) | 3    | 3  | 1 | 0  | 0  | 2 | 12 | 12 | 0    |               |
| 4    | Bahamas         | 0    | 3  | 0 | 0  | 0  | 3 | 5  | 13 | −8   |               |

 Fuente: fuente

## Fixture
| Fecha               | Lugar         |                |                           | Resultado |                           |                |
| ------------------- | ------------- | -------------- | ------------------------- | --------- | ------------------------- | -------------- |
| 14 de abril de 2022 | Costa del Sol | Argentina      | Bandera de Argentina      | 2:4       | Bandera de Estados Unidos | Estados Unidos |
| 14 de abril de 2022 | Costa del Sol | Bahamas        | Bandera de Bahamas        | 2:5       | Bandera de El Salvador    | El Salvador    |
| 15 de abril de 2022 | Costa del Sol | Estados Unidos | Bandera de Estados Unidos | 5:2       | Bandera de Bahamas        | Bahamas        |
| 15 de abril de 2022 | Costa del Sol | El Salvador    | Bandera de El Salvador    | 6:7       | Bandera de Argentina      | Argentina      |
| 16 de abril de 2022 | Costa del Sol | Argentina      | Bandera de Argentina      | 3:1       | Bandera de Bahamas        | Bahamas        |
| 16 de abril de 2022 | Costa del Sol | El Salvador    | Bandera de El Salvador    | 1:3       | Bandera de Estados Unidos | Estados Unidos |

## Campeón
| Bandera de Estados Unidos |
| Campeón Estados Unidos    |
| 1.° título                |

## Goleadoras
| Jugador                  | Selección      | Goles |
| ------------------------ | -------------- | ----- |
| Agostina Maria Tasinazzo | Argentina      | 5     |
| Sofia Antonella Masetto  | Argentina      | 4     |
| Fatima Alexandra Vásquez | El Salvador    | 4     |
| Lauren Leslie            | Estados Unidos | 4     |
| Kilee Quigley            | Estados Unidos | 3     |
| Alexandria Hall          | Estados Unidos | 3     |

## Premios y reconocimientos

### Goleadora
| Jugadora                 | Selección |
| Agostina Maria Tasinazzo | Argentina |
| ------------------------ | --------- |

### Guante de Oro
El galardón del «Guante de oro» fue otorgado por la organización a la mejor portera del evento.
| Jugadora                  | Selección   |
| Yahaira Lisseth Maravilla | El Salvador |
| ------------------------- | ----------- |

### Balón de Oro
El galardón del «Balón de Oro» fue otorgado por la organización a la mejor jugadora del torneo.
| Jugadora      | Selección      |
| Lauren Leslie | Estados Unidos |
| ------------- | -------------- |